# Perg (distrikt)
Perg är ett distrikt (Bezirk) i det österrikiska  förbundslandet Oberösterreich. Dess huvudort är Perg. 
Distriktet delas in i två stadskommuner, 18 köpingskommuner och sex kommuner:

Kommunerna i distriktet Perg

Stadskommuner (Stadtgemeinden):
- Grein
- Perg

Köpingskommuner (Marktgemeinden):
- Bad Kreuzen
- Baumgartenberg
- Dimbach
- Klam
- Luftenberg an der Donau
- Mauthausen
- Mitterkirchen im Machland
- Münzbach
- Naarn im Machlande
- Pabneukirchen
- Ried in der Riedmark
- Sankt Georgen am Walde
- Sankt Georgen an der Gusen
- Sankt Nikola an der Donau
- Sankt Thomas am Blasenstein
- Saxen
- Schwertberg
- Waldhausen im Strudengau

Kommuner (Gemeinden):
- Allerheiligen im Mühlkreis
- Arbing
- Katsdorf
- Langenstein
- Rechberg
- Windhaag bei Perg